# Allegro italiano
Allegro italiano è un doppio album pubblicato dal gruppo musicale italiano dei Ricchi e Poveri nel 1992 per la EMI.

## Descrizione
L'album esce in seguito alla partecipazione della band al Festival di Sanremo 1992 con il brano Così lontani, scritto da Toto Cutugno (dodicesima partecipazione del gruppo alla manifestazione come artisti in gara). Questa canzone rappresenta l'unica traccia inedita contenuta nel presente lavoro. Le altre 20, infatti, sono note canzoni italiane interpretate a più voci, secondo il metodo della polifonia. La fusione delle loro voci distinte di basso, tenore e soprano è la ripresa dello stile da cui erano partiti negli anni settanta, quando le voci che andavano a intrecciarsi erano quattro, stile meno presente nelle loro produzioni degli anni ottanta per esigenza di melodie più orecchiabili, ballabili e commerciali.
Tra le cover da segnalare: La mia banda suona il rock di Ivano Fossati, Senza una donna di Zucchero Fornaciari, Io che non vivo (senza te) di Pino Donaggio, Ti amo e Gloria di Umberto Tozzi, Caruso di Lucio Dalla, Fotoromanza di Gianna Nannini, Adesso tu di Eros Ramazzotti, Gente di mare di Raf e Umberto Tozzi, Il paradiso di Patty Pravo, Grande grande grande di Mina, L'italiano di Toto Cutugno e Quando quando quando di Tony Renis.
Nel 1992 e nel 1993 i Ricchi e Poveri hanno occasione di pubblicizzare quotidianamente Allegro italiano nella trasmissione del mezzogiorno di Rete 4 A casa nostra, durante la quale ripropongono anche alcuni loro cavalli di battaglia e si cimentano in altre cover di canzoni conosciute, sia recenti che classiche.

## Tracce
1. Così lontani (Toto Cutugno) - inedito, "Festival di Sanremo '92" - 4.40
2. La donna cannone (Francesco De Gregori)
3. Senza una donna (Zucchero Fornaciari)
4. Gente di mare (Giancarlo Bigazzi, Raf e Umberto Tozzi)
5. Adesso tu (Eros Ramazzotti, Adelio Cogliati e Piero Cassano)
6. Ti amo (Giancarlo Bigazzi e Umberto Tozzi)
7. Fotoromanza (Gianna Nannini, Augusto Martelli e Raffaele Riva)
8. Vado via (Enrico Riccardi e Luigi Albertelli)
9. Ti sento (Aldo Stellita, Sergio Cossu e Carlo Marrale)
10. La mia banda suona il rock (Ivano Fossati)
11. Caruso (Lucio Dalla)
12. Il paradiso (Mogol e Lucio Battisti)
13. L'italiano (Cristiano Minellono e Toto Cutugno)
14. Jesahel (Ivano Fossati e Oscar Prudente)
15. Gloria (Giancarlo Bigazzi e Umberto Tozzi)
16. Soleado (Ciro Dammicco)
17. Io che non vivo (senza te) (Vito Pallavicini e Pino Donaggio)
18. Guarda che Luna (Bruno Pallesi e Gualtiero Malgoni)
19. Quando quando quando (Alberto Testa e Tony Renis)
20. Grande grande grande (Alberto Testa e Tony Renis)
21. Arrivederci (Umberto Bindi e Giorgio Calabrese)

## Formazione
Musicisti
- Voci: Ricchi e Poveri (Angela Brambati, Angelo Sotgiu, Franco Gatti)
- Orchestra: Estonian Chamber Orchestra
- Collaborazioni e arrangiamenti musicali: Massimo Parretti, Walter Malgoni, Tony Körvits, Ubaldo Roy
- Arrangiamenti e direzione d'orchestra Traccia 1: Pinuccio Pirazzoli

Produzione
- Produzione esecutiva: Ubaldo Roy
- Programmazione computer: Ubaldo Roy

## Dettagli pubblicazione
| Paese  | Data | Etichetta    | Formato | Nº Catalogo      |
| ------ | ---- | ------------ | ------- | ---------------- |
| Italia | 1992 | EMI Italiana | 33 giri | 7991101; 7991102 |
| Italia | 1992 | EMI Italiana | CD      | 2-098 7989982    |

- Pubblicazione & Copyright: 1992 - EMI Italiana - Milano.
- Distribuzione: EMI Italiana - Milano.